# Aristida venesuelae
Aristida venesuelae är en gräsart som beskrevs av Johannes Jan Theodoor Henrard. Aristida venesuelae ingår i släktet Aristida och familjen gräs. Inga underarter finns listade i Catalogue of Life.